# Mario Somma
Mario Somma (Latina, 17 settembre 1963) è un allenatore di calcio ed ex calciatore italiano, di ruolo difensore.

## Caratteristiche tecniche

### Giocatore
Ha ricoperto il ruolo di difensore centrale.

### Allenatore
Adotta preferibilmente il modulo 4-2-3-1, variandolo all'occorrenza in 4-5-1, 4-3-2-1. Nel ruolo di trequartista centrale solitamente impiegare un centrocampista con doti di inserimento in fase realizzativa, mentre le 2 ali sono abitualmente impiegate in modo da poter rientrare verso il centro col piede preferito. La punta centrale è impiegata come boa offensiva, giocando prevalentemente spalle alla porta al servizio della squadra.

## Carriera

### Giocatore
Inizia col Genoa, con cui totalizza 2 presenze in Serie B nell'annata della promozione 1980-81, 5 presenze in Serie A nel 1982-83. Nella 2ª annata è interrogato da testimone nel corso delle indagini sul presunto tentativo di combine di Genoa-Inter del 27 marzo 1983, pur essendo rimasto per tutta la gara in panchina.
Scende in serie inferiori, a Carrarese e Mestre, prima che il Genoa lo ceda definitivamente alla Cavese. Prosegue esclusivamente in serie C, prevalentemente in squadre campane. Il risultato migliore ottenuto è la promozione in B con la Salernitana della stagione 1989-1990. Conclude la carriera con 5 presenze al Pavia.

### Allenatore
Inizia ai dilettanti con la Pro Cisterna, poi sempre ai dilettanti con Terracina, Baracca Lugo, Potenza, Albalonga. Affidatagli la Cavese in Serie D), la porta in C2 e vince lo Scudetto Dilettanti. L'anno successivo (2003-2004) ad Arezzo, conquista Serie B, Supercoppa di Serie C1, Panchina d'Argento.
Nell'estate 2004 diviene l'allenatore dell'Empoli, appena retrocesso in B. Alla prima stagione, conduce i toscani a vincere il campionato cadetto guadagnando l'immediata risalita. Dopo un inizio complicato del torneo 2005-06, la formazione sembra risollevarsi; nel gennaio 2006 viene però esonerato, in seguito ad una striscia di 8 partite senza vittorie.
Nel giugno seguente firma con il Brescia, venendo esonerato a febbraio 2007 dal presidente Luigi Corioni dopo lo 0-0 interno col Verona (4ª gara di ritorno) e il 12º posto in classifica a 30 punti, di cui solo 2 ottenuti dopo il girone d'andata. Il 23 ottobre 2007 è assunto dal Piacenza, al posto dell'esonerato Gian Marco Remondina. A fine campionato, dopo il 15º posto e salvezza ottenuta nelle ultime giornate, non è confermato.
Il 9 febbraio 2009 diventa allenatore del Mantova, subentrando all'esonerato Alessandro Costacurta; ottenuta la salvezza all'ultima giornata, pareggiando con la Salernitana, non è confermato. Il 6 ottobre 2009 sostituisce l'esonerato Luca Gotti alla Triestina, è la 3ª squadra consecutiva su cui arriva a campionato iniziato. Dopo un buon inizio, la squadra vive una crisi di risultati (4 punti in 10 gare) che porta al suo esonero il 9 febbraio 2010 dopo 3 sconfitte consecutive e la vittoria che mancava da 9 gare, con la squadra al posto play-out in classifica.
Il 5 ottobre 2010 firma il contratto di un anno col Cosenza subentrando all'esonerato Paolo Stringara in Prima Divisione, affiancato da Luigi De Rosa nel ruolo di allenatore in 2ª.
I risultati sono altalenanti; si dimette dopo il pari interno con la Cavese.
Il 1º ottobre 2012, a seguito dell'esonero di Francesco Moriero, firma un contratto annuale con opzione per il 2º col Grosseto. Il 17 novembre 2012, dopo aver ottenuto 6 punti in 8 gare e l'ultimo posto in classifica, è esonerato.
Il 1º giugno 2014 firma il contratto annuale con la Salernitana; l'avventura finisce prima d'iniziare, il 18 agosto è esonerato prima d'inizio campionato dopo la lite col direttore sportivo Angelo Fabiani, accusato dallo stesso Somma di avergli comminato multa di 3.900 su 30.000 di stipendio annui per questioni etiche. Torna opinionista di 90º minuto Serie B.
Il 2 novembre 2015 subentra all'esonerato Mark Iuliano, con accordo biennale al Latina, squadra della sua città natale, in Serie B. Il 7 novembre al debutto vince 1-0 col Cesena. Il 28 febbraio 2016 viene sollevato dall'incarico in seguito alla sconfitta casalinga contro il Modena per 0-1.
Il 1º settembre 2016 seguente diventa il nuovo tecnico del Catanzaro. Il 20 ottobre, dopo la sconfitta per 4-0 contro il Matera, viene esonerato.
Il 17 agosto 2020 torna ad allenare un club professionistico a distanza di quattro anni dall'ultima esperienza, venendo ingaggiato dal Potenza, militante in Serie C tornando così ad allenare la squadra lucana dopo 20 anni.. Il 2 novembre seguente viene esonerato, con la squadra al sedicesimo posto dopo otto giornate di campionato.
Dopo essere stato per 2 anni e mezzo commentatore tecnico delle partite di Serie C trasmesse da Rai Sport, il 23 febbraio 2023 viene nominato nuovo tecnico del Foggia, quarto nel girone C di Serie C, con cui sottoscrive un contratto fino al termine della stagione. Il 25 marzo seguente, dopo la sconfitta per 2-1 in casa con il Monterosi Tuscia, rassegna le dimissioni con la squadra al quinto posto avendo messo insieme tre vittorie e altrettante sconfitte.
Nell'estate 2024 viene ufficializzato come nuovo allenatore del Terracina, neopromosso in Serie D, tornando sulla panchina laziale dopo venticinque anni. Tuttavia, dopo pochi giorni, si dimette dall'incarico il 30 luglio, ufficialmente per sopraggiunti motivi familiari.

## Statistiche

### Statistiche da allenatore
Statistiche aggiornate al 25 marzo 2023. In grassetto le competizioni vinte.
| Stagione            | Squadra         | Campionato      | Campionato | Campionato | Campionato | Campionato | Coppe nazionali | Coppe nazionali | Coppe nazionali | Coppe nazionali | Coppe nazionali | Coppe continentali | Coppe continentali | Coppe continentali | Coppe continentali | Coppe continentali | Altre coppe | Altre coppe | Altre coppe | Altre coppe | Altre coppe | Totale | Totale | Totale | Totale | % Vittorie | Piazzamento      |
| Stagione            | Squadra         | Comp            | G          | V          | N          | P          | Comp            | G               | V               | N               | P               | Comp               | G                  | V                  | N                  | P                  | Comp        | G           | V           | N           | P           | G      | V      | N      | P      | %          | Piazzamento      |
| ------------------- | --------------- | --------------- | ---------- | ---------- | ---------- | ---------- | --------------- | --------------- | --------------- | --------------- | --------------- | ------------------ | ------------------ | ------------------ | ------------------ | ------------------ | ----------- | ----------- | ----------- | ----------- | ----------- | ------ | ------ | ------ | ------ | ---------- | ---------------- |
| 1997-1998           | Pro Cisterna    | CND             | 34         | 9          | 12         | 13         | CI-Dil.         | 2               | 0               | 1               | 1               | -                  | -                  | -                  | -                  | -                  | -           | -           | -           | -           | -           | 36     | 9      | 13     | 14     | 25,00      | 11º              |
| 1998-1999           | Terracina       | CND             | 34         | 14         | 6          | 14         | CI-Dil.         | 2               | 1               | 0               | 1               | -                  | -                  | -                  | -                  | -                  | -           | -           | -           | -           | -           | 36     | 15     | 6      | 15     | 41,67      | 7º               |
| 1999-2000           | Baracca Lugo    | D               | 34         | 14         | 13         | 7          | CI-D            | 2               | 0               | 0               | 2               | -                  | -                  | -                  | -                  | -                  | -           | -           | -           | -           | -           | 36     | 14     | 13     | 9      | 38,89      | 5º               |
| lug.-ott. 2000      | Potenza         | D               | 7          | 2          | 3          | 2          | CI-D            | 3               | 1               | 2               | 0               | -                  | -                  | -                  | -                  | -                  | -           | -           | -           | -           | -           | 10     | 3      | 5      | 2      | 30,00      | Eson.            |
| lug.-nov. 2001      | Albalonga       | D               | 11         | 1          | 6          | 4          | CI-D            | 2               | 0               | 1               | 1               | -                  | -                  | -                  | -                  | -                  | -           | -           | -           | -           | -           | 13     | 1      | 7      | 5      | &7,69      | Sub., Eson.      |
| set. 2002-2003      | Cavese          | D               | 30+5       | 24+3       | 4+1        | 2+1        | CI-D            | -               | -               | -               | -               | -                  | -                  | -                  | -                  | -                  | -           | -           | -           | -           | -           | 35     | 28     | 4      | 3      | 80,00      | Sub., 1º (prom.) |
| 2003-2004           | Arezzo          | C1              | 34         | 20         | 7          | 7          | CI-C            | 4               | 1               | 3               | 0               | -                  | -                  | -                  | -                  | -                  | SdL-C       | 2           | 2           | 0           | 0           | 40     | 23     | 10     | 7      | 57,50      | 1º (prom.)       |
| 2004-2005           | Empoli          | B               | 42         | 19         | 17         | 6          | CI              | 3               | 0               | 1               | 2               | -                  | -                  | -                  | -                  | -                  | -           | -           | -           | -           | -           | 45     | 19     | 18     | 8      | 42,22      | 1º (prom.)       |
| 2005-gen. 2006      | Empoli          | A               | 20         | 5          | 4          | 11         | CI              | 3               | 2               | 1               | 0               | -                  | -                  | -                  | -                  | -                  | -           | -           | -           | -           | -           | 23     | 7      | 5      | 11     | 30,43      | Eson.            |
| Totale Empoli       | Totale Empoli   | Totale Empoli   | 62         | 24         | 21         | 17         |                 | 6               | 2               | 2               | 2               |                    | -                  | -                  | -                  | -                  |             | -           | -           | -           | -           | 68     | 26     | 23     | 19     | 38,24      |                  |
| 2006-feb. 2007      | Brescia         | B               | 24         | 7          | 9          | 8          | CI              | 5               | 3               | 0               | 2               | -                  | -                  | -                  | -                  | -                  | -           | -           | -           | -           | -           | 29     | 10     | 9      | 10     | 34,48      | Eson.            |
| ott. 2007-2008      | Piacenza        | B               | 32         | 10         | 8          | 14         | CI              | -               | -               | -               | -               | -                  | -                  | -                  | -                  | -                  | -           | -           | -           | -           | -           | 32     | 10     | 8      | 14     | 31,25      | Sub., 15º        |
| feb.-giu. 2009      | Mantova         | B               | 18         | 5          | 8          | 5          | CI              | -               | -               | -               | -               | -                  | -                  | -                  | -                  | -                  | -           | -           | -           | -           | -           | 18     | 5      | 8      | 5      | 27,78      | Sub., 15º        |
| ott. 2009-feb. 2010 | Triestina       | B               | 16         | 5          | 4          | 7          | CI              | 2               | 1               | 0               | 1               | -                  | -                  | -                  | -                  | -                  | -           | -           | -           | -           | -           | 18     | 6      | 4      | 8      | 33,33      | Sub., Eson.      |
| ott. 2010-gen. 2011 | Cosenza         | LP              | 12         | 4          | 5          | 3          | CI+CI-LP        | -               | -               | -               | -               | -                  | -                  | -                  | -                  | -                  | -           | -           | -           | -           | -           | 12     | 4      | 5      | 3      | 33,33      | Sub., Eson.      |
| ott.-nov. 2012      | Grosseto        | B               | 8          | 1          | 3          | 4          | CI              | -               | -               | -               | -               | -                  | -                  | -                  | -                  | -                  | -           | -           | -           | -           | -           | 8      | 1      | 3      | 4      | 12,50      | Sub., Eson.      |
| lug.-ago. 2014      | Salernitana     | LP              | -          | -          | -          | -          | CI+CI-LP        | 1+0             | 0+0             | 0+0             | 1+0             | -                  | -                  | -                  | -                  | -                  | -           | -           | -           | -           | -           | 1      | 0      | 0      | 1      | &0,00      | Eson.            |
| nov. 2015-feb. 2016 | Latina          | B               | 17         | 5          | 5          | 7          | CI              | -               | -               | -               | -               | -                  | -                  | -                  | -                  | -                  | -           | -           | -           | -           | -           | 17     | 5      | 5      | 7      | 29,41      | Sub., Eson.      |
| set.-ott. 2016      | Catanzaro       | LP              | 8          | 2          | 1          | 5          | CI-LP           | -               | -               | -               | -               | -                  | -                  | -                  | -                  | -                  | -           | -           | -           | -           | -           | 8      | 2      | 1      | 5      | 25,00      | Sub., Eson.      |
| ago.-nov. 2020      | Potenza         | C               | 7          | 1          | 3          | 3          | CI              | 1               | 0               | 0               | 1               | -                  | -                  | -                  | -                  | -                  | -           | -           | -           | -           | -           | 8      | 1      | 3      | 4      | 12,50      | Eson.            |
| Totale Potenza      | Totale Potenza  | Totale Potenza  | 14         | 3          | 6          | 5          |                 | 4               | 1               | 2               | 1               |                    | -                  | -                  | -                  | -                  |             | -           | -           | -           | -           | 18     | 4      | 8      | 6      | 22,22      |                  |
| feb.-mar. 2023      | Foggia          | C               | 6          | 3          | 0          | 3          | CI-C            | -               | -               | -               | -               | -                  | -                  | -                  | -                  | -                  | -           | -           | -           | -           | -           | 6      | 3      | 0      | 3      | 50,00      | Sub., Dimiss.    |
| Totale carriera     | Totale carriera | Totale carriera | 399        | 154        | 119        | 126        |                 | 30              | 9               | 9               | 12              |                    | -                  | -                  | -                  | -                  |             | 2           | 2           | 0           | 0           | 431    | 165    | 128    | 138    | 38,28      |                  |

## Palmarès

### Allenatore

#### Club
- Campionato italiano Serie D: 1

Cavese: 2002-2003
- Scudetto Dilettanti: 1

Cavese: 2002-2003
- Campionato italiano Serie C1: 1

Arezzo: 2003-2004
- Supercoppa di Lega di Serie C1: 1

Arezzo: 2004
- Campionato italiano di Serie B: 1

Empoli: 2004-2005

#### Individuale
- Panchina d'argento: 1

2003-2004